# CF Tucanae
CF Tucanae (CF Tuc) es una estrella binaria en la constelación de Tucana de magnitud aparente +7,60.
Su distancia al sistema solar es de 290 ± 20 años luz.

## Características
La estrella primaria del sistema CF Tucanae es una enana amarilla o subgigante de tipo espectral G0IV/V.
Tiene una temperatura efectiva de 6100 K y brilla con una luminosidad 3,3 veces mayor que la luminosidad solar.
Su masa es un 11% mayor que la del Sol y su radio un 63% mayor que la de éste.
Gira sobre sí misma con una velocidad de rotación proyectada de 28 km/s.
Su edad aproximada es de 5000 millones de años y se piensa que está llegando al final de su vida como estrella de la secuencia principal.
La estrella secundaria es probablemente una subgigante naranja de tipo K4IV/V.
Con una temperatura de 4286 ± 19 K, es casi 4 veces más luminosa que el Sol.
Tiene 1,23 masas solares y su radio es 3,6 veces más grande que el radio solar.
Su velocidad de rotación es alta, igual o superior a 62 ± 2 km/s.
El período orbital del sistema es de 2,7975 días, aunque se ha constatado que no es constante. El plano orbital se halla inclinado cerca de 70° respecto al plano del cielo.
La separación entre ambas estrellas es de 0,05 UA.

## Variabilidad
CF Tucanae está clasificada como una binaria cromosféricamente activa.
Posee una abundancia de litio relativamente alta y la componente más fría muestra una fuerte emisión de CaII H y K, indicadores de la actividad cromosférica.
Por otra parte, su curva de luz muestra marcadas asimetrías.
Está encuadrada dentro de las variables RS Canum Venaticorum, clase de variables entre las que cabe destacar a la conocida Capella (α Aurigae) y a II Pegasi.
Asimismo, el sistema es una conocida radioestrella y fuente de rayos X.
El satélite ROSAT detectó en 1996 una erupción estelar de rayos X de gran intensidad; tuvo una duración de 9 días y fue la erupción de rayos X coherente de mayor intensidad detectada hasta la fecha.
La variación del período de CF Tucanae no es fácil de explicar.
Las dos estrellas no están lo suficientemente próximas entre sí —es una «binaria separada»— como para que se produzca transferencia de masa entre ellas.
Una posible explicación puede ser la pérdida de masa de la subgigante naranja debido al viento estelar.
CF Tucanae es, además, una binaria eclipsante —aunque los eclipses son parciales—, existiendo un eclipse principal y un eclipse secundario, correspondiendo una caída en el brillo de 0,36 magnitudes para el primero y 0,08 magnitudes para el segundo.